# Robert Stawell Ball

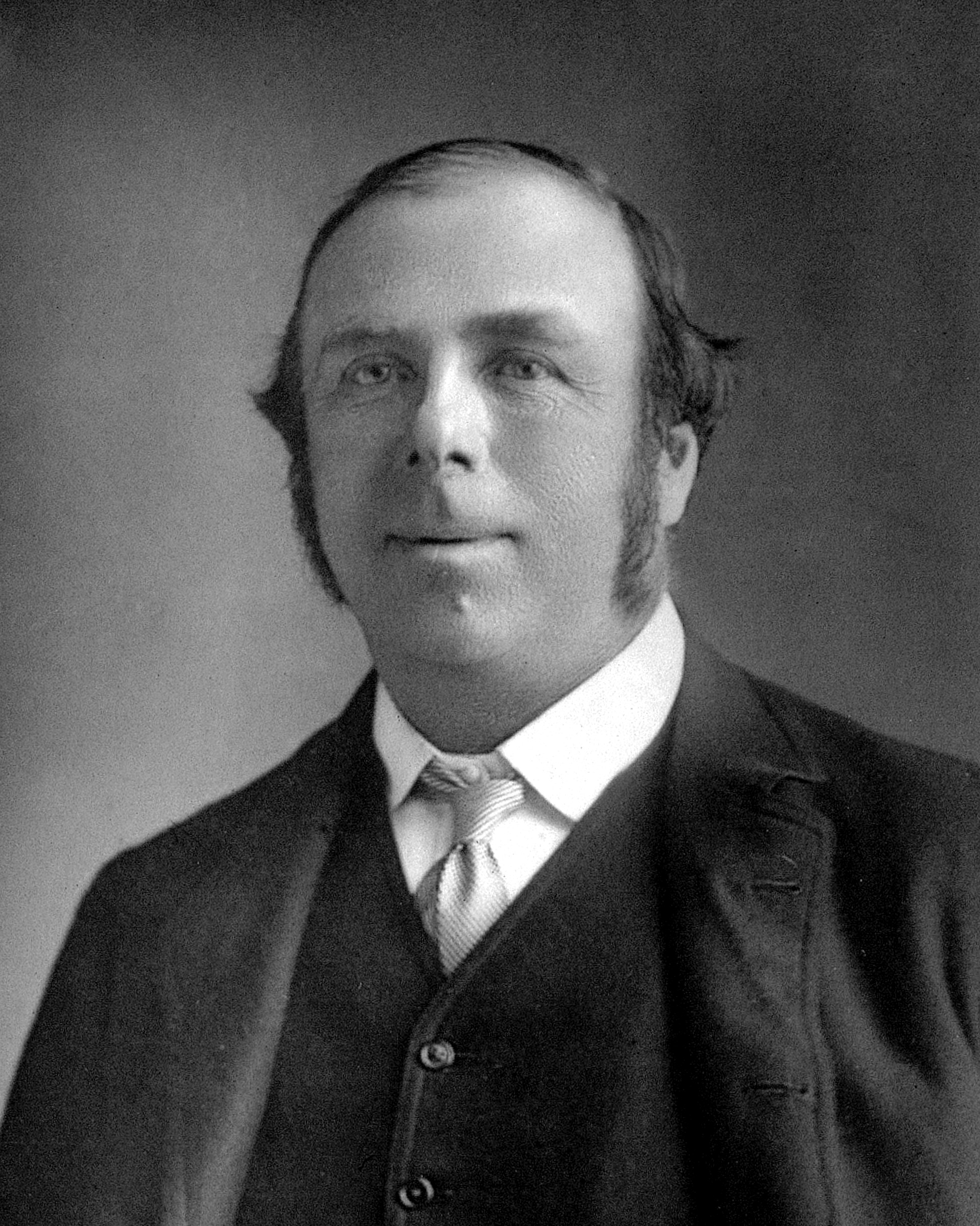
Robert Stawell Ball

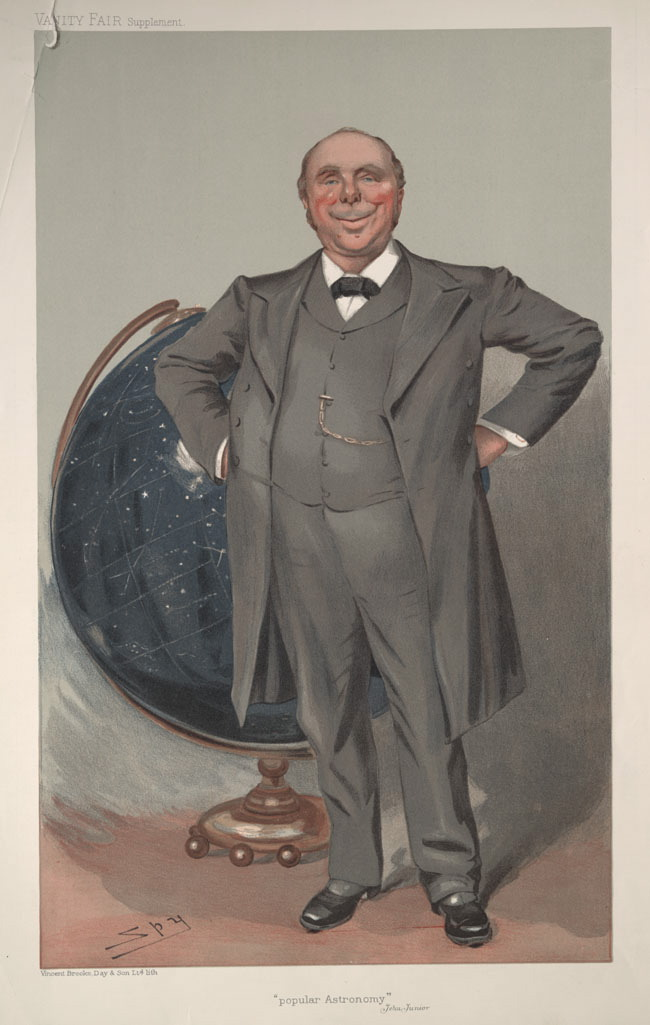
Sir Robert Ball (1905) von Leslie Ward

Sir Robert Stawell Ball (* 1. Juli 1840 in Dublin; † 25. November 1913 in Cambridge) war ein irischer Astronom, Mathematiker und Verfasser populärwissenschaftlicher Bücher.

## Leben und Wirken
Robert Stawell Ball kam als Sohn von Robert Ball (1802–1857) in Dublin auf die Welt. Sein Vater war Naturforscher und Präsident der Geological Society of Ireland. Robert Stawell Ball besuchte die Schule Tarvin Hall und studierte danach am Trinity College Dublin.
1865 wurde er Privatlehrer für die Kinder von Lawrence Parsons, 4. Earl of Rosse (1840–1908), wofür er als Gegenleistung Zugang zum Teleskop und Observatorium von William Parsons (1800–1867) in Parsonstown bekam. Das Teleskop von Parsons war damals das größte seiner Art weltweit. In dieser Zeit beobachtete Ball mehrere Nebelobjekte; er entdeckte vier neue Spiralgalaxien. Daneben half er mit mathematischen Mitteln, das Teleskop noch genauer zu machen.
1867 starb William Parsons; Ball wurde Professor für Mathematik (Professor of Applied Mathematics and Mechanics) am „Royal College of Science“ der Universität Dublin. 1874 wurde er Andrews Professor of Astronomy an der Universität Dublin und erhielt gleichzeitig den Titel Royal Astronomer of Ireland. Diese Stellung hielt er bis 1898 inne. 1892 wurde er Professor für Astronomie und Geometrie („Lowndean Professor of Astronomy“) an der University of Cambridge und Direktor des Observatoriums der Universität. Als Professor für Astronomie folgte er dem berühmten Astronomen John Couch Adams (1819–1892) nach, der den Planeten Neptun entdeckte. Den Posten hielt er bis zu seinem Todesjahr 1913 inne.
1873 wurde er als Fellow in die Royal Society of London aufgenommen. Er wurde Member der Royal Irish Academy und war 1877 bis 1880 Sekretär und von 1885 bis 1892 gewählter Vizepräsident dieser Einrichtung. 1889 wurde er als Honorary Fellow in die Royal Society of Edinburgh aufgenommen. Er war zudem Präsident der Royal Zoological Society of Ireland (1890–1893), der Royal Astronomical Society (1897–1899) und der Mathematical Association (1899–1900).
Ball schrieb eine Reihe erfolgreicher populärwissenschaftlicher Bücher zur Astronomie. Sein Hauptinteresse galt der Mathematik; er widmete einen großen Teil seiner Freizeit seiner „Schraubentheorie“.

## Schriften
- Experimental Mechanics. A Course of Lectures delivered at the Royal College of Science for Ireland. Macmillan and Co., London u. a. 1871, (Digitalisat).
- The Theory of Screws: A Study in the Dynamics of a Rigid Body. Hodges, Foster and Co., Dublin 1876, (Digitalisat).
- The Story of the Heavens. Cassell & Co., London u. a. 1886, (Digitalisat).
- The Story of the Sun. Cassell & Co., London u. a. 1893, (Digitalisat).
- A Treatise on the Theory of Screws. Cambridge University Press, Cambridge 1900, (Digitalisat).
- A Treatise on Spherical Astronomy. Cambridge University Press, Cambridge 1908, (Digitalisat).

## Ehrungen
Am 25. Januar 1886 wurde er als Knight Bachelor geadelt und führte fortan den Namenszusatz „Sir“.
2004 wurde der Asteroid (4809) Robertball nach ihm benannt.

## Tod
Er starb in Cambridge und wurde zusammen mit seiner Frau Lady Francis Elizabeth Ball in der Pfarrei Ascension Burial Ground in Cambridge beigesetzt.
Ihre Kinder waren: Frances Amelia, Robert Steele, William Valentine (später Sir), Mary Agnetta, Charles Rowan Hamilton und Randall Gresley (später Colonel). Erinnerungen und Briefe von Sir Robert Ball von seinem Sohn W.V. Ball wurde 1915 von Cassell & Company veröffentlicht.
Er war der 38. Präsident des Birmingham and Midland Institute, das die Sir Robert Ball Library, die Bibliothek der Society for the History of Astronomy, besitzt.